# Найт, Билли
Уильям Р. «Билли» Найт (англ. William R. "Billy" Knight; родился 9 июня 1952 года в Брэддоке, штат Пенсильвания) — американский профессиональный баскетболист, выступал в Американской баскетбольной ассоциации, отыгравший два из девяти сезонов её существования, а также ещё девять сезонов в Национальной баскетбольной ассоциации.

## Ранние годы
Билли Найт родился 9 июня 1952 года в городе Брэддок, пригороде Питтсбурга, (штат Пенсильвания), где он посещал одноимённую среднюю школу, в которой играл за местную баскетбольную команду. У него есть жена Данита, которая родила ему двух дочерей, Оливию и Эрику.